# Trametes marianna
Trametes marianna är en svampart som först beskrevs av Christiaan Hendrik Persoon, och fick sitt nu gällande namn av Leif Ryvarden 1973. Trametes marianna ingår i släktet Trametes och familjen Polyporaceae.   Inga underarter finns listade i Catalogue of Life.